# Климат
Климатът (на гръцки: κλίμα (klimatos) – наклон) е многогодишен статистически режим на времето, характерен за дадена местност в зависимост от географското и́ положение. Друго определение: Климатът представлява природно явление, възникнало при тясното взаимодействие между радиационните, циркулационните и физикогеографските процеси в дадено място или територия.
Изучава се посредством дълготрайни измервания на метеорологичните елементи и определяне на тяхното средно състояние. Такива измервания са правени в продължение на повече от 250 години, и то не само на сушата, но и във високите части на атмосферата, както и океанските дълбочини. Събраните данни се използват, за да се определи средното състояние на многогодишния режим на времето. Следователно климатът представлява съвкупност от метеорологичните елементи, които характеризират средното състояние на атмосферата на дадено място. Климат се чете и по таблица, наречена климатограма.
Основните климатообразуващи фактори са слънчевата радиация, атмосферната циркулация, географската ширина и хоризонталното разчленение на земната повърхност, океани и морски течения, надморската височина и релеф, растителната покривка, снежната покривка и човешката дейност.

## Влияние на слънчевата радиация
Слънчевата радиация е главен фактор за формиране на климата, тъй като топлинният ефект на радиацията определя в най-голяма степен неговия характер. Слънчевата радиация нагрява почвата и предметите, които от своя страна излъчват топлина и нагряват въздуха. Затоплянето, като фактор, зависи от продължителността и интензивността на слънчевата радиация.
Ъгълът на падане на слънчевите лъчи е различен за различните части на Земята и зависи от географското разположение на територията спрямо екватора. Именно на екватора пряката слънчева радиация попада върху повърхността под ъгъл, близък до правия. С увеличаване на географската ширина, респективно на ъгъла, слънчевите лъчи преминават през по-дебела част от атмосферата, при което по-голяма част от тях се пречупват или отразяват.
Затоплянето обаче освен от ъгъла на падане на слънчевите лъчи зависи и от подстилащата земна повърхност (релефа, водните басейни, растителността и т.н.). Ето защо подстилащата повърхност също е основен фактор, формиращ климата.

## Влияние на атмосферната циркулация
Атмосферната циркулация се изявява като климатообразуващ фактор главно чрез постоянните и периодичните ветрове, чрез климатичното въздействие на циклоните и антициклоните. Тя е тясно свързана със слънчевата радиация и се обуславя от нея.
В отделни части на Земята, при сравнително еднакви природни условия, въздухът придобива специфични свойства, характерни за съответния регион. Такъв еднороден въздух, формиран над голяма територия, обикновено от няколко хиляди квадратни километра, се нарича въздушна маса. Известни са четири типа въздушни маси – екваториални, тропични, на умерените ширини и арктични (антарктични).
В зависимост от температурата на подстилащата повърхност, над която се намират или преминават, те са топли или студени. При среща на въздушни маси с различна температура и влажност става сблъсък помежду им, като допирната граница се нарича атмосферен фронт.
Различават се 3 вида атмосферни фронтове:
- Топъл въздушен фронт – когато топли въздушни маси достигнат и опрат о студени. По-топлият въздух се надхлъзгва над студения, при което бавно изстива и в резултат на това става кондензация на водните пари. Образува се облачна покривка от слоест тип облаци, от които падат продължителни, напоителни валежи.
- Студен въздушен фронт – когато студени въздушни маси опрат о топли. По-студеният въздух се подмушква под топлия и бързо го изтласква във височина. При това става кондензация на водните пари, образуват се облаци от кълбест тип, от които обикновено падат интензивни, краткотрайни валежи.
- Оклюзионен въздушен фронт – когато става сливане на студени и топли въздушни маси.

Промените в разпределението на атмосферното налягане създават условия както за хоризонтално, така и за кръгово движение на въздушни маси. По този начин се образуват циклоните и антициклоните:
- Циклонът е спираловидно възходящо движение на въздуха в посока от периферията към центъра на въздушната маса. Ветровете в циклона духат обратно на часовниковата стрелка в Северното полукълбо и по посока на часовниковата стрелка – в Южното полукълбо. Циклоните обхващат обширни райони главно в умерените географски ширини. В диаметър те достигат до 1500 км, а във височина – 10 – 12 км. Времето е облачно, ветровито и с валежи.
- Антициклонът представлява спираловидно низходящо движение на въздуха. Ето защо, ветровете духат от централната част на антициклона към неговата периферия. При наличието на антициклон времето е сравнително стабилно – през лятото горещо и през зимата студено. Антициклоните заемат площи с диаметър до 2000 кв. км.

## Влияние на географската ширина, хоризонтално разчленение на земната повърхност, океаните и морските течения
Съществува голяма разлика между нагряването на континентите и на океаните от Слънцето. Това се проявява както върху степента и интензивността на нагряването, така и върху годишния му ход. Въпросното нагряване зависи много и от географската ширина на мястото или на територията. През топлото полугодие (в екваториалната област през цялата година) сушата се нагрява по-бързо и по-силно, отколкото океанската вода. Поради това през деня приземните слоеве над сушата се затоплят по-силно, отколкото над океана. През нощта настъпва изстиване. То се проявява по-силно на сушата, а по-слабо над океаните. Ето защо денонощните колебания на температурата на въздуха над сушата са много по-големи, отколкото над океаните. Подобно явление се наблюдава и през различните сезони. През лятото въздухът над сушата се нагрява много по-силно, отколкото над океана.
Във връзка с това над сушата се формират горещи и сухи въздушни маси, а над океаните – хладни и влажни въздушни маси. През студеното полугодие се наблюдава обратното явление: поради по-бързото изстиване на сушата, над нея се формират студени въздушни маси, а над океаните, чиято вода изстива много по-бавно се формират относително топли въздушни маси. Тези особености се отразяват и върху климата. В онези места, в които нахлуват въздушни маси откъм океана, лятото е по-хладно, а зимата е по-мека, докато във вътрешността владее горещо лято и студена зима. Тези различия се чувстват най-силно в умерените ширини, а най-слабо – в областта на екватора. Влиянието на сушата и на океана се отразява също така и върху годишния ход на температурата. В континенталните райони максималната температура настъпва през юли, докато в крайбрежните райони този максимум настъпва през август. Същото се наблюдава и през зимата: най-студен месец в континенталните райони е януари, а в крайбрежните – февруари.

## Влияние на надморската височина и релефа
Надморската височина има важно климатично значение. С увеличаване на височината температурата, атмосферното налягане и абсолютната влажност на въздуха се понижават, а валежите се увеличават. Дори и в най-горещия пояс на Земята по високите планини се наблюдава вечен сняг (Килиманджаро). Особено голяма рола върху климата играят земеповърхните форми и на първо място планинския релеф. Високите планински вериги на Кавказ, Алпите, Хималаите задържат движението на студените въздушни маси, които нахлуват от север. Благодарение на това местата, които се намират на юг от тези планини, имат по-топла зима. В по-ограничена форма подобна роля играе и Стара планина. Същите планини спират влажните въздушни маси и стават причина те да се изваляват по наветрените им склонове. Това се наблюдава по западните склонове на Алпите, по югозападните склонове на Кавказ, по южните склонове на Хималаите и др.
Защитното влияние на планините е много по-ограничено при нахлуването на топли въздушни маси. Топлият въздух като по-лек се издига във височина и ги прехвърля лесно. Въпреки това планинските била оказват влияние и върху топлите въздушни потоци. Те ги принуждават да се изваляват по южните склонове, а след това да се спуснат по северните им склонове като топли и сухи ветрове (фьон). Особено силно се проявява и влиянието на котловинния релеф. През зимата, докато по околните възвишения времето е слънчево и топло, в котловините се образуват силни и трайни инверсии с мъгли и силен студ. Понякога при инверсии разликата в температурата на дъното на котловината и температурата на околните възвишения може да надхвърли 10°С. Като пример за климат в котловинен релеф може да се посочи климатът на Софийската котловина. Важно климатично значение има и изложението на планинските склонове. Изложените на юг склонове получават повече слънчева топлина от северните. Благодарение на това снежната граница във високите планини лежи по-високо на южната и по-ниско на северната им страна.

## Влияние на растителната покривка
Климатичното влияние на растителността се проявява най-силно в горите. Те намаляват силата на ветровете и в същото време създават турбулентни движения в настъпващите въздушни маси. Тези движения понякога се разпростират на 300 – 500 m височина. Отслабването на вятъра спомага да се натрупа повече сняг през зимата и особено в окрайнините на горите, където се образуват дебели преспи. Горите влияят и върху температурата и влажността на въздуха. През лятото въздухът в гората и по-хладен и по-влажен от този в околната равнина, а през зимата температурите в гората са малко по-високи. Горите спират вредните суховеи и овлажняват въздуха. С това те играят защитна роля за близките обработваеми площи.

## Влияние на снежната покривка
Снежната покривка има също съществено значение за климата. Тъй като снегът е лош проводник на топлина, през зимата той предпазва почвата от прекомерно изстиване и посевите от измръзване. Тази роля на снежната покривка е опитно доказана. Температурата на почвената повърхност, защитена от снежна покривка е била -1,9°С, докато на повърхността на оголена почва тя е била -16,6°С. На 20 sm дълбочина в първия случай температурата е била 0,2°С, а във втория случай е достигнала -14,1°С. Освен това при разтопяване на снежната покривка снежната вода се поглъща по-лесно от незамръзналата земя. Снежната покривка излъчва силна топлина през ясните и тихи зимни нощи. Ето защо прилежащият въздух над такава покривка изстива много бързо. По такъв начин снежната покривка допринася за получаването на много ниски температури през зимата в някои от котловините. Там студеният въздух не може да се изтече  и се задържа по-продължително.
В съвременната климатология има няколко системи за групиране на местните климати в климатични зони. Те се разделят на две основни групи – генетични класификации, основаващи се на причините за климата, и емпирични класификации, вземащи под внимание проявленията на климата.

## Класификация на Кьопен
Класификацията на Кьопен, разработена първоначално от германския климатолог Владимир Кьопен през 1884 година и претърпяла няколко модификации след това, се основава на средните месечни и годишни температури и количества на валежите. В нейната основа е идеята, че местната флора най-добре отразява климатичните особености, поради което границите на получените климатични зони са сходни с тези на съответни фитогеографски области.
Климатичните зони в системата на Кьопен се означават с кодове, съдържащи от 2 до 4 букви, и се обединяват в 5 големи групи:
- Група A (Af, Am, Aw) – тропичен климат
- Група B (BWh, BWk, BSh, BSk) – сух климат
- Група C (Csa, Csb, Cwa, Cwb, Cfa, Cfb, Cfc) – умерен климат
- Група D (Dsa, Dsb, Dsc, Dsd, Dwa, Dwb, Dwc, Dwd, Dfa, Dfb, Dfc, Dfd) – континентален климат
- Група E (ET, EH) – полярен климат

## Класификация на Алисов
Климатичната класификация на Алисов е система, която се основава на глобалното движение на въздушните маси. При нея Земята е разделена на климатични пояси, в които климатичните особености са еднакви или сходни за разлика от тези в други части на планетата. Климатичните пояси са широчинно зонирани, в израз на добре изразената закономерност в изменението на климата според географската ширина, независимо от голямото разнообразие на климата в отделните части на земята.
От екватора към всеки от двата полюса се очертават седем различни по ширина ивици със специфичен климат. Това са климатичните пояси на земята, а именно: един екваториален пояс и по два за съответните полукълба – субекваториален, тропичен, субтропичен, умерен, субполярен и полярен климатичен пояс.

## Класификация на Берерон
Класификацията на Берерон се основава на свойствата и произхода на въздушните маси. Тя обединява климатите в групи, означавани с трибуквени кодове. Първата буква описва влажността на въздушните маси и може да бъде c за континентални (сухи) въздушни маси и m за морски (влажни) въздушни маси. Втората буква съответства на температурните характеристики на областта, от която произхождат въздушните маси: T за тропична област, P за полярна област, A за арктична или антарктична област, M за мусонна област, E за екваториална област и S за горните слоеве на атмосферата. Третата буква е свързана с устойчивостта на атмосферата: k за въздушни маси, по-студени от повърхността на земята под тях, и w за въздушни маси, по-топли от повърхността. Подобна класификация на въздушните маси се използва при прогнозиране на времето от 50-те години на 20 век, но започва да намира приложение и в климатологията след 1973 година.
На системата на Берерон се базира Пространствената синоптична класификационна система (SSC), която включва шест климатични категории: сух полярен (подобен на cP), сух умерен (подобен на cS), сух тропичен (подобен на cT), влажен полярен (подобен на mP), влажен умерен (междинен между mP и mT) и влажен тропичен (подобен на mT, mM и mE).

## Климатични фактори
Климатичният фактор е природна особеност, която влияе върху формирането на климата на дадена част от повърхността на Земята. Образуването и изменението на релефа са много бавни, незабележими за човешкия живот. За разлика от тях промените в атмосферата стават много бързо, понякога за минути. Те оказват влияние върху здравето, бита, труда и отдиха на хората.
Климатични фактори са:
- Географско положение
- Морски, океански и въздушни течения
- Водни басейни
- Релеф
- Надморска височина

## Климатични елементи
Климатичният елемент е конкретна проява на климата в определен период от време. Той се формира от климатичните фактори.
Климатични елементи са:
- Валеж
- Облачност
- Мъгла
- Вятър
- Температура на въздуха
- Атмосферно налягане
- Влажност на въздуха